# Büdös vornyik
A büdös vornyik (másképpen vendégküldő tánc) a bukovinai székelyek hajnali lakodalmi tánca.
Abból áll, hogy a táncban résztvevők sorba vagy láncba kapaszkodnak össze váll-, esetleg kézfogással és a vezetőjük a sor végén állót igyekszik megütni egy csomóra kötött kendővel. A sor minden helyre követi a tánc vezetőjét, például az ablakon ki, az ajtón be stb. Esetleg a táncolók egy része magasra tartott kézzel „kaput tart” és a többi résztvevő ezen kapu alatt bújik át és körbe összecsavarodik.
A büdös vornyik a lakodalmi táncok és lánctáncok csoportjaiba tartozik.